# Рентгенотехніка
Рентгеноте́хніка (Пулюєтехніка) (рос. рентгенотехника (пулюетехника), англ. X-ray engineering, нім. Röntgenotechnik f (Pulujitechnik f)) — сукупність методів і апаратури, за допомогою яких одержують і використовують рентгенівське (пулюєве) проміння, а також виготовляють відповідні прилади, механізми тощо.